# Cathédrale du Saint-Nom de Chicago
Cette  cathédrale ne doit pas être confondue avec une autre cathédrale de Chicago.
 D’autres cathédrales portent le nom de cathédrale du Saint-Nom.
La cathédrale du Saint-Nom de Chicago (en anglais : Holy Name Cathedral) est le principal sanctuaire catholique de la ville de Chicago, dans l'État de l'Illinois, car elle en est le siège de l'archidiocèse. Elle est située au 730 North Wabash Avenue dans le secteur de Near North Side à Chicago.
Elle est inscrite sur la liste du Registre national des lieux historiques (National Register of Historic Places, NRHP) depuis le 20 mai 2000.
Elle succède à une première cathédrale dédiée à Sainte-Marie. Ce premier sanctuaire fut entièrement détruit lors du Grand incendie de Chicago en 1871. L'église du Saint-Nom, paroisse située à l'emplacement du sanctuaire actuel, subit le même sort. C'est tout naturellement cette dernière qui donna son nom à la nouvelle cathédrale, qui s'élève sur un terrain à la jonction de North State Street et de Superior Street.
Le 11 octobre 1926, en pleine prohibition, l'un des parrains de l'organisation mafieuse connue sous le nom de « North Side Gang », Hymie Weiss, fut abattu à proximité de la cathédrale.

## Historique
Le diocèse de Chicago est créé le 30 septembre 1843 par décision du pape Grégoire XVI. William Quarter en devient le premier évêque, secondé dans sa tâche par le révérend père Walter Quarter, son frère.
En 1845, la cathédrale Sainte-Marie est officiellement consacrée. Située à la jonction de Madison Street et de Wabash Avenue, l'édifice est cependant rapidement considéré comme étant inadapté aux besoins de sa fonction, ce qui pousse le nouvel évêque à envisager des solutions alternatives. L'une d'entre elles consiste en l'érection d'un nouveau sanctuaire à proximité de State Street, solution adoptée en 1851. La première pierre de l'église du Saint-Nom est posée l'année suivante, les travaux se poursuivant jusqu'en 1854 pour un coût total de 100 000 $.
Le 25 décembre de cette même année, le père Patrick J. McLaughlin célèbre sa première messe dans l'église. Celle-ci est alors l'une des plus grandes églises de la ville. De fait, elle sert de cadre aux principales cérémonies religieuses du diocèse, bien que sans avoir officiellement le titre de cathédrale.
En octobre 1871 débute le Grand incendie de Chicago. Le feu ravage tout sur son passage. La cathédrale Sainte-Marie et l'église du Saint-Nom sont rapidement la proie des flammes : à l'issue du sinistre, il n'en reste que des ruines calcinées. Peu de temps après, le prêtre titulaire de la paroisse du Saint-Nom, John Mc Mullen, décide de partir en Nouvelle-Angleterre et à New York afin de recueillir des dons. Il en est de même pour l'évêque Thomas Foley, qui parcourt le pays afin de solliciter des aides.

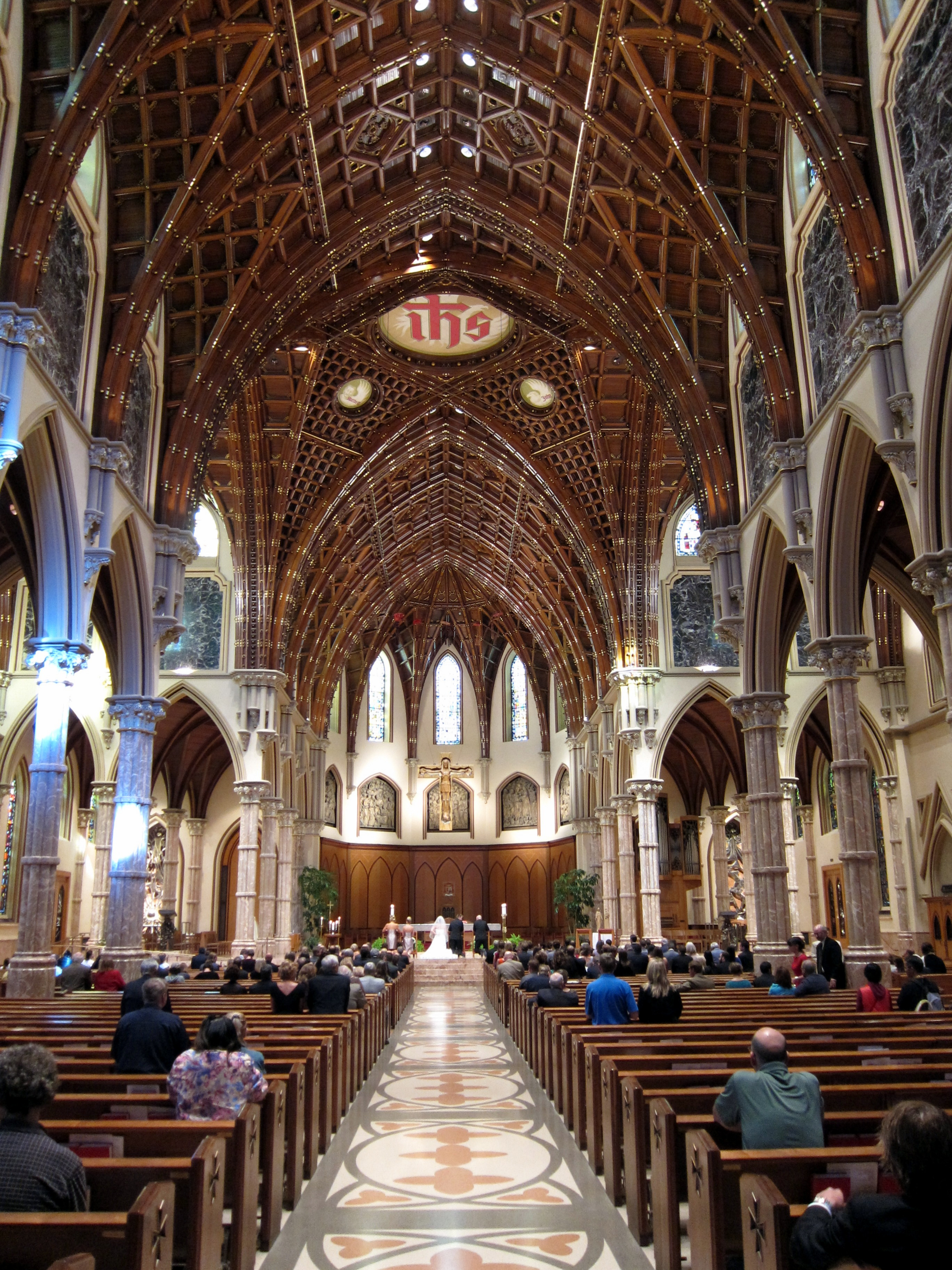
Intérieur de la cathédrale.

Tandis que les offices religieux sont célébrés dans une chapelle provisoire, baptisée ironiquement  « Shanty Cathedral » — c'est-à-dire « Cathédrale-Taudis » — les plans d'une nouvelle cathédrale sont confiés à l'architecte Patrick Charles Keely. Celui-ci imagine une cathédrale de style néogothique, un parti architectural alors en vogue dans de nombreux pays. La première pierre du nouvel édifice est posée le 19 juillet 1874, un peu au nord de l'ancienne église du Saint-Nom. Le 21 novembre 1875, c'est une cathédrale toujours en chantier qui est officiellement consacrée par l'évêque de la ville, Thomas Foley.
En 1880, les provinces ecclésiastiques américaines sont réorganisées et Chicago devient le siège d'un archevêché. La cathédrale du Saint-Nom devient métropolitaine. Les destinées du nouvel archevêché sont confiées à Patrick Feehan, un prélat d'origine irlandaise et ancien archevêque de Nashville dans le Tennessee.
Quelques années à peine après son achèvement, la cathédrale présente déjà des signes d'affaissement, nécessitant des travaux de rénovation. Ceux-ci sont menés en 1888. En 1903, James Edward Quigley devient le deuxième archevêque de Chicago. En 1915, il est à l'origine d'un agrandissement de la cathédrale de 4,6 m vers l'est, modifiant ainsi la structure de l'abside. Le 10 juillet de cette même année, James Edward Quigley décède à l'âge de 60 ans. Ses obsèques sont célébrées dans la cathédrale. George William Mundelein, ancien évêque auxiliaire de Brooklyn, lui succède comme archevêque. En 1924, il obtient du pape Pie XI la barrette de cardinal.

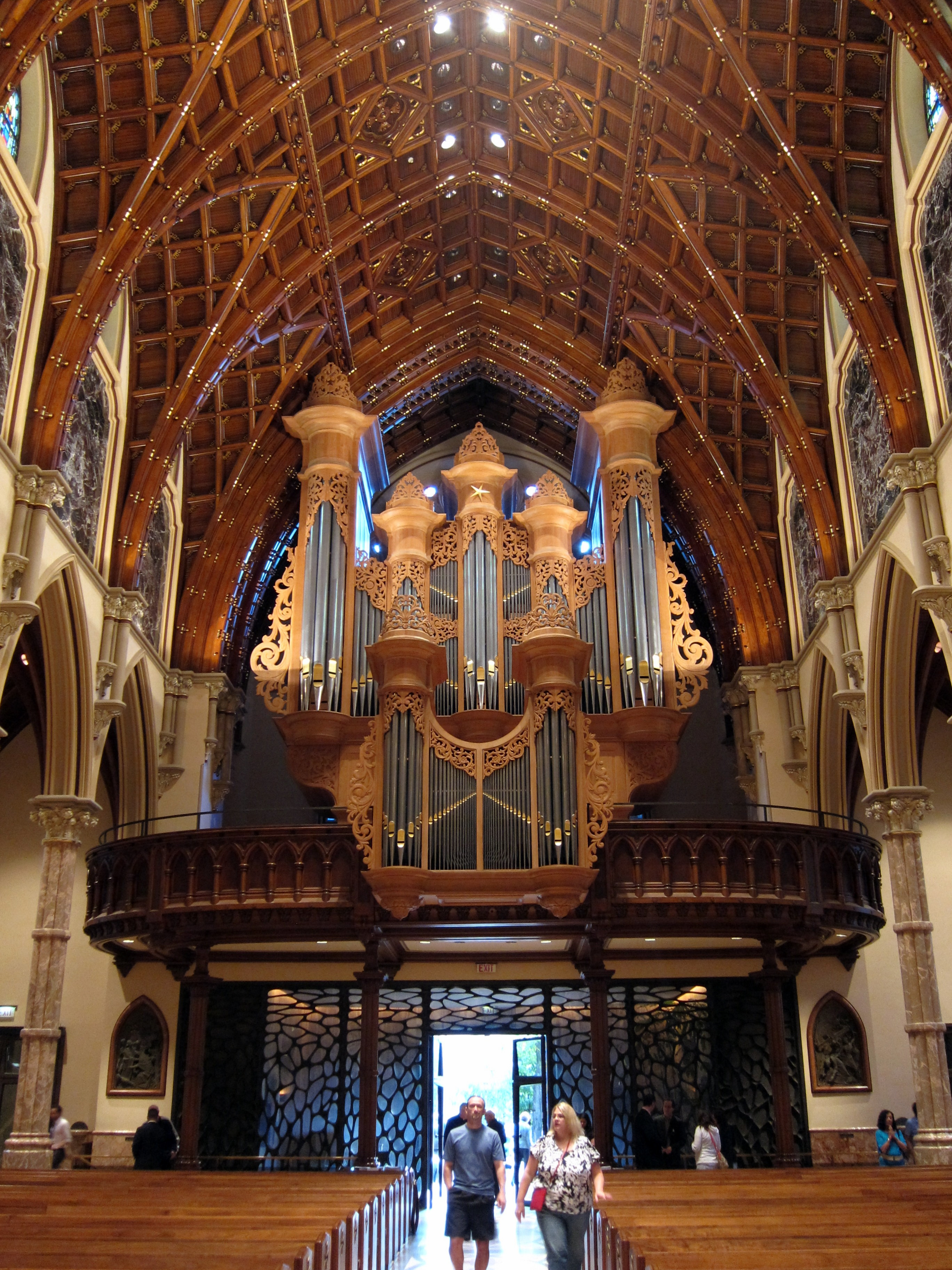
L'orgue de la cathédrale.

À son retour de Rome, il est accueilli par une procession de près de 80 000 catholiques. Deux ans plus tard, les abords de la cathédrale sont le théâtre d'un règlement de comptes entre bandes rivales en lutte pour le contrôle de la ville. L'un des parrains de l'organisation criminelle du North Side Gang, Hymie Weiss, est abattu par des hommes de mains de l'Outfit, dirigée par Johnny Torrio et son protégé Al Capone.
En octobre 1936, le cardinal Pacelli, futur Pie XII, en visite aux États-Unis, est le premier futur pontife à venir prier dans la cathédrale. Le 2 octobre 1939, le cardinal George William Mundelein décède dans son sommeil. Près d'un million de fidèles viennent rendre un dernier hommage au prélat, dont le corps est exposé dans le chœur de la cathédrale.
En 1968, la cathédrale est entièrement réaménagée afin de la rendre conforme aux recommandations de la nouvelle liturgie issue du concile Vatican II. La cathédrale est fermée durant près d'une année, et ne rouvre ses portes qu'à la veille du noël 1969. Dix ans plus tard, Jean-Paul II est le premier pape à se rendre dans la cathédrale au cours d'une visite pastorale effectuée en octobre 1979. Il est convié à deux concerts de musique sacrée donnés en son honneur par le ténor Luciano Pavarotti et l'Orchestre symphonique de Chicago.
La chute de plusieurs pièces de bois issues des voûtes au mois de février 2008 pousse l'archevêché à ordonner une campagne de restauration urgente. Celle-ci est entamée durant le printemps de cette même année, rendant nécessaire la fermeture de l'édifice durant plusieurs mois. La campagne de travaux, achevée à l'automne, permet la réouverture de la cathédrale le 17 novembre 2008.

## Architecture

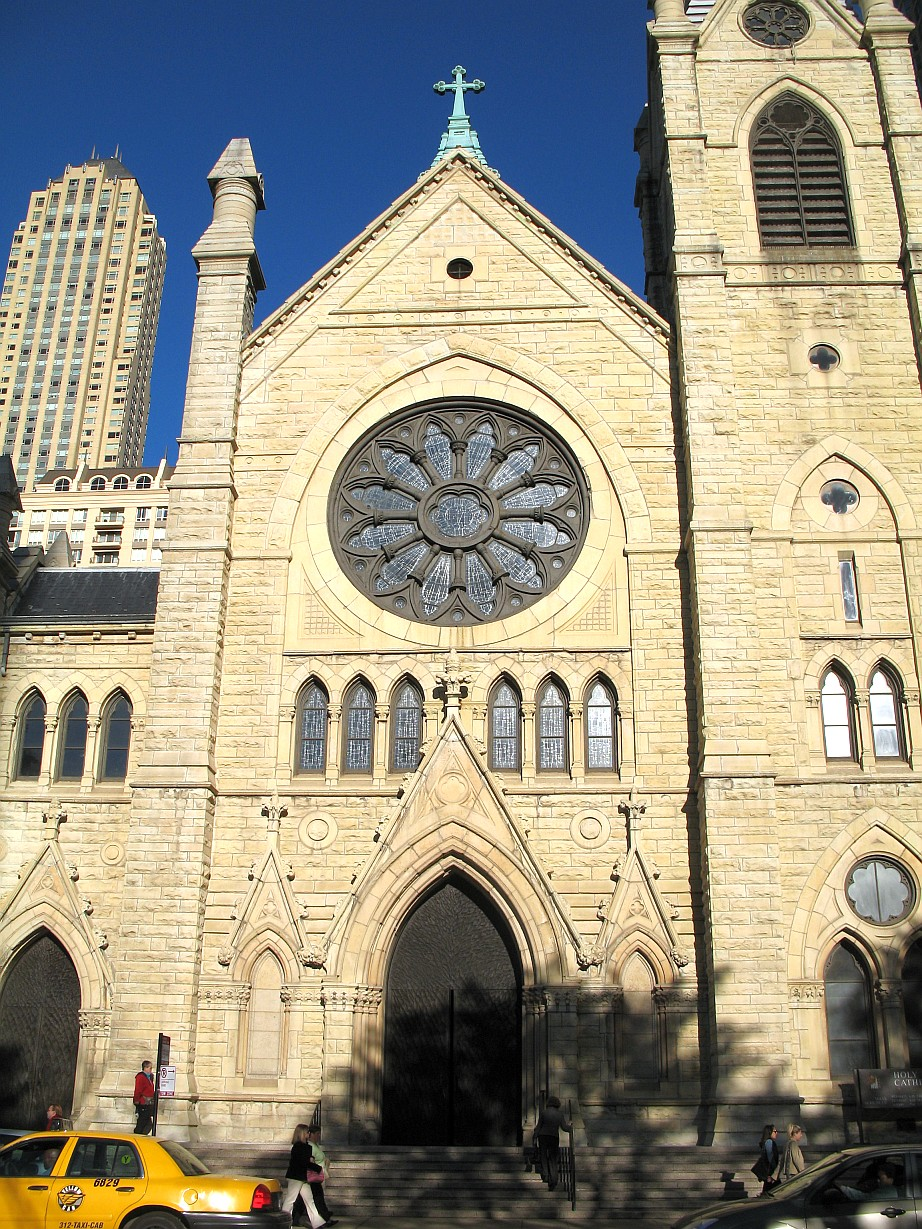
Façade de la cathédrale.

La cathédrale du Saint-Nom est un édifice de style néogothique bâti à partir de 1874 sur les plans de l'architecte Patrick Charles Keely. Les dimensions de la cathédrale sont de 71 m (233 pieds) de long pour 38 m (126 pieds) dans sa partie la plus large. Les places assises permettent d'accueillir 1100 personnes, pour une capacité totale de 2 000 personnes.
Basé sur un plan en forme de croix latine à l'origine, deux absidioles et une nouvelle abside, réalisées en 1915, sont venues modifier la structure initiale de l'édifice. La nef, flanquée de bas-côtés couverts de croisées d'ogives, forme un ensemble de cinq travées. Elle est précédée d'une tribune portant les grandes-orgues. Ceux-ci sont sortis des ateliers de l'organier néerlandais Flentrop Orgelbouw. Comportant 5 558 tuyaux, 71 jeux et 4 claviers, ils furent installés en 1989. Ils répondent à l'orgue de chœur, plus modeste : celui-ci comporte 1284 tuyaux pour 19 jeux et 2 claviers.
Deux portes en bronze constituent le principal accès à l'édifice. Pesant chacune près de 2 tonnes, elles sont actionnées par un système hydraulique permettant leur ouverture par une simple pression de la main. Elles sont l'œuvre de l'artiste Albert J. Friscia. La façade est ornée d'une rosace à douze pétales ornée de vitraux contemporains aux teintes azur. De part et d'autre de la façade devaient se trouver deux tours, dont une seule a effectivement été construite. Celle-ci est couronnée par une flèche octogonale en ardoise.
À l'intérieur du sanctuaire, le maître-autel est constitué d'une table en granite pesant presque six tonnes, tandis que le piédestal est recouvert de panneaux de bronze ornés de bas-reliefs ayant pour thème le sacrifice dans l'Ancien Testament. On y reconnaît notamment le sacrifice d'Abraham, le prophète Élie recevant de l'ange de Dieu le pain et le vin ou le sacrifice d'Abel. Des reliques de l'apôtre Jean ou de l'évêque d'Éphèse Timothée sont également incorporées à la structure.
À gauche du maître-autel se trouve le lutrin des évangélistes, un ouvrage en bronze dû au sculpteur Eugenio de Courten. On y retrouve les symboles des quatre évangélistes : un homme pour Matthieu, un lion pour Marc, un bœuf pour Luc et un aigle pour Jean. À l'opposé, à droite du maître-autel se trouve le lutrin des épîtres, également dû à Eugenio de Courten.
Suspendu au-dessus de l'autel, le crucifix en bois peint est une œuvre de l'artiste contemporain Ivo Demetz. Désigné sous le nom de « Resurrection crucifix », il représente selon son auteur, « non un Christ souffrant, mais un Christ triomphant ». En retrait de l'autel, les barrettes pourpres des cardinaux de Chicago décédés sont suspendus aux arches de l'abside. Il s'agit d'une tradition établie afin d'honorer leur mémoire.